# Totenkopf

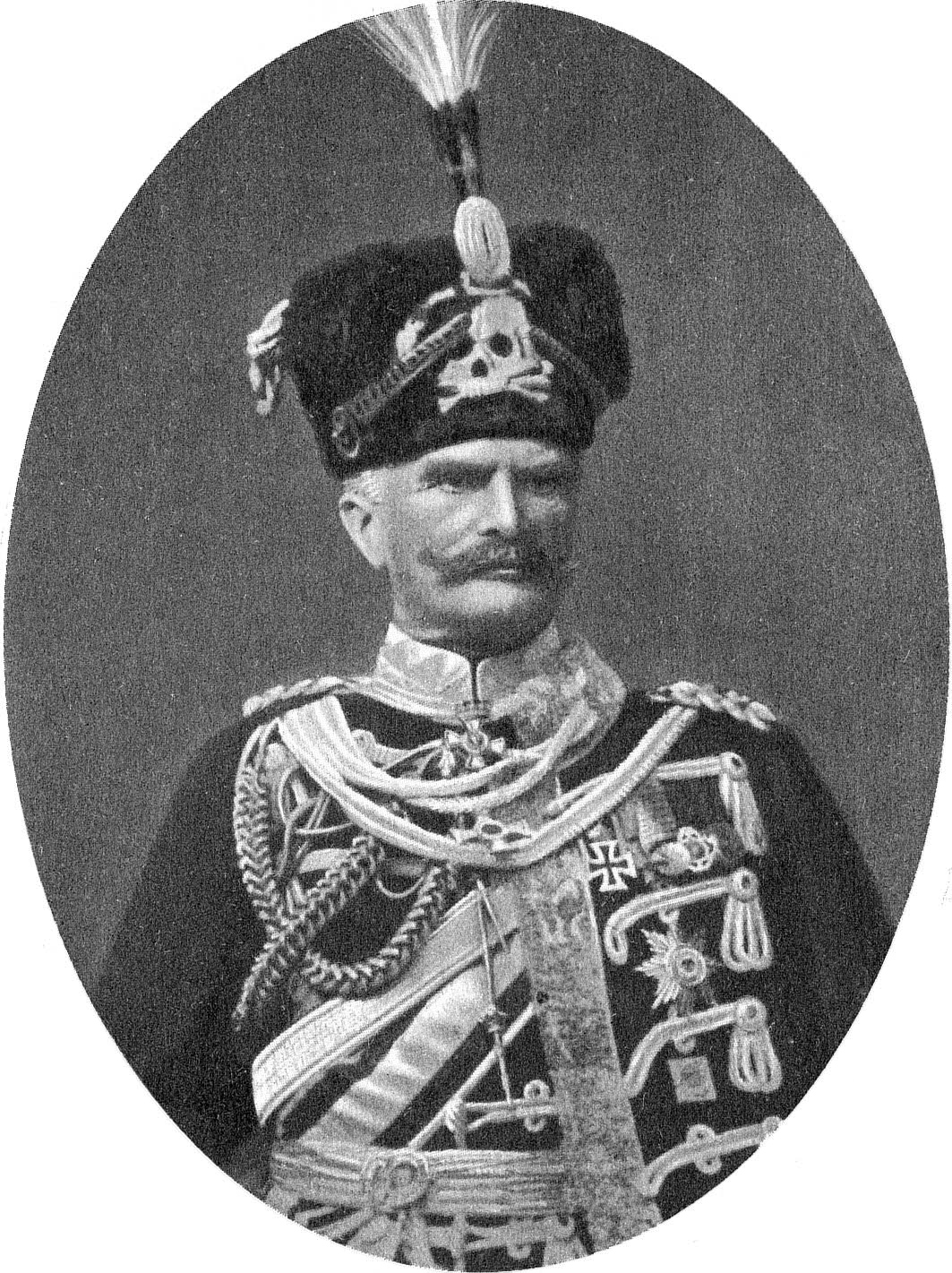
August von Mackensen, marechal de campo alemão em traje hussardo completo antes de 1914, com o Totenkopf em seu colbaque de pele.

Totenkopf (lit. "caveira") é a palavra alemã para crânio e ossos cruzados e símbolos de cabeça de morte. O símbolo Totenkopf é um antigo símbolo internacional para morte, o desafio da morte, perigo, ou os mortos, assim como a pirataria. Consiste geralmente de um crânio humano, com ou sem a mandíbula e muitas vezes inclui dois longos ossos cruzados (fêmures), na maioria das vezes retratados com os ossos cruzados estando por trás de alguma parte do crânio.
É comumente associado com o uso militar alemão nos séculos XIX e XX. O uso proeminente das forças SS nazistas durante a Segunda Guerra Mundial, bem como os esquadrões da morte Einsatzgruppen alemães que empreenderam o Holocausto, causaram um declínio generalizado na sua utilização e uma associação secundária com o extremismo político, embora vários grupos e indivíduos continuam a usá-lo, apesar da ligação (ou, em alguns casos, acolhendo-o).

## Etimologia
Toten-Kopf traduz literalmente a "cabeça de morto", amplamente interpretado como "cabeça de pessoa morta". Semanticamente, se refere a um crânio, literalmente um Schädel. Como um termo, Totenkopf conota o crânio humano como um símbolo, geralmente um com ossos cruzados da coxa como parte de um agrupamento.
O significado contemporâneo na língua alemã da palavra Totenkopf não mudou durante pelo menos dois séculos. Por exemplo, o poeta alemão Clemens Brentano (1778–1842) escreveu na história "Baron Hüpfenstich":
"Lauter Totenbeine und Totenköpfe, die standen oben herum ..." (ou seja, "Um monte de ossos e crânios, eles foram colocados acima...").
A tradução comum de "Totenkopf" como cabeça da morte é incorreta; seria Todeskopf, mas tal palavra não está em uso. O termo em alemão para esquadrão da morte é chamado Todesschwadron, não Totenschwadron. Seria uma falácia lógica concluir que o uso varia apenas por causa da nomeação alemã da Borboleta Cabeça de Morte, que é chamada de Borboleta-caveira (Totenkopfschwärmer) em alemão, da mesma forma que seria uma falácia concluir que a palavra alemã Nachtkerze (ou seja, vela da noite) significaria Willowherb, só porque a Borboleta Willowherb é chamada Borboleta Vela da Noite (Nachtkerzenschwärmer) em alemão.

## Uso militar alemão

### Prússia

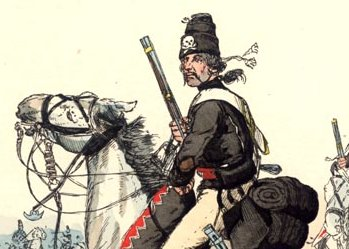
Hussardo do Husaren-Regiment Nr.5 (von Ruesch) em 1744 com o Totenkopf no mirliton (ale. Flügelmütze).

A utilização do Totenkopf como uma insígnia militar começou no reinado de Frederico II da Prússia, que formou um regimento de cavalaria Hussardo no exército prussiano, comandado pelo Coronel von Ruesch, o Husaren-Regiment Nr. 5 (von Ruesch). Ele adotou um uniforme preto com um Totenkopf estampado na frente de seus Mirlitons e usava-o no campo de batalha da Guerra de Sucessão Austríaca e na Guerra dos Sete Anos.

O Totenkopf se manteve como uma parte do uniforme quando o regimento foi reformado em Leib-Husaren Regiments Nr. 1 e Nr. 2 em 1808. Quando Frederico Guilherme de Brunswick-Wolfenbüttel, foi morto em combate durante as Guerras Napoleônicas, suas tropas mudaram as cores do uniforme para preto ou verde maçã, com um Totenkopf em suas barretinas em luto por seu líder morto. Outras fontes afirmam que os "Schwarze Schar" foram assim equipados, enquanto Frederico Guilherme viveu, como um sinal de vingança contra os franceses.
O crânio continuou a ser usado durante todas as forças armadas da Prússia e Brunswick até 1918, e algumas das Stosstruppen que levaram as últimas ofensivas alemãs na Frente Ocidental, em 1918, usaram emblemas do crânio.

### República de Weimar
O Totenkopf foi utilizado na Alemanha durante todo o período entre-guerras, mais proeminentemente pelos Freikorps. Em 1933, estava em uso pela equipe regimental e o 1º, 5º, e 11º esquadrões do 5º Regimento de Cavalaria da Reichswehr como uma continuação de uma tradição do Kaiserreich.

### Terceiro Reich

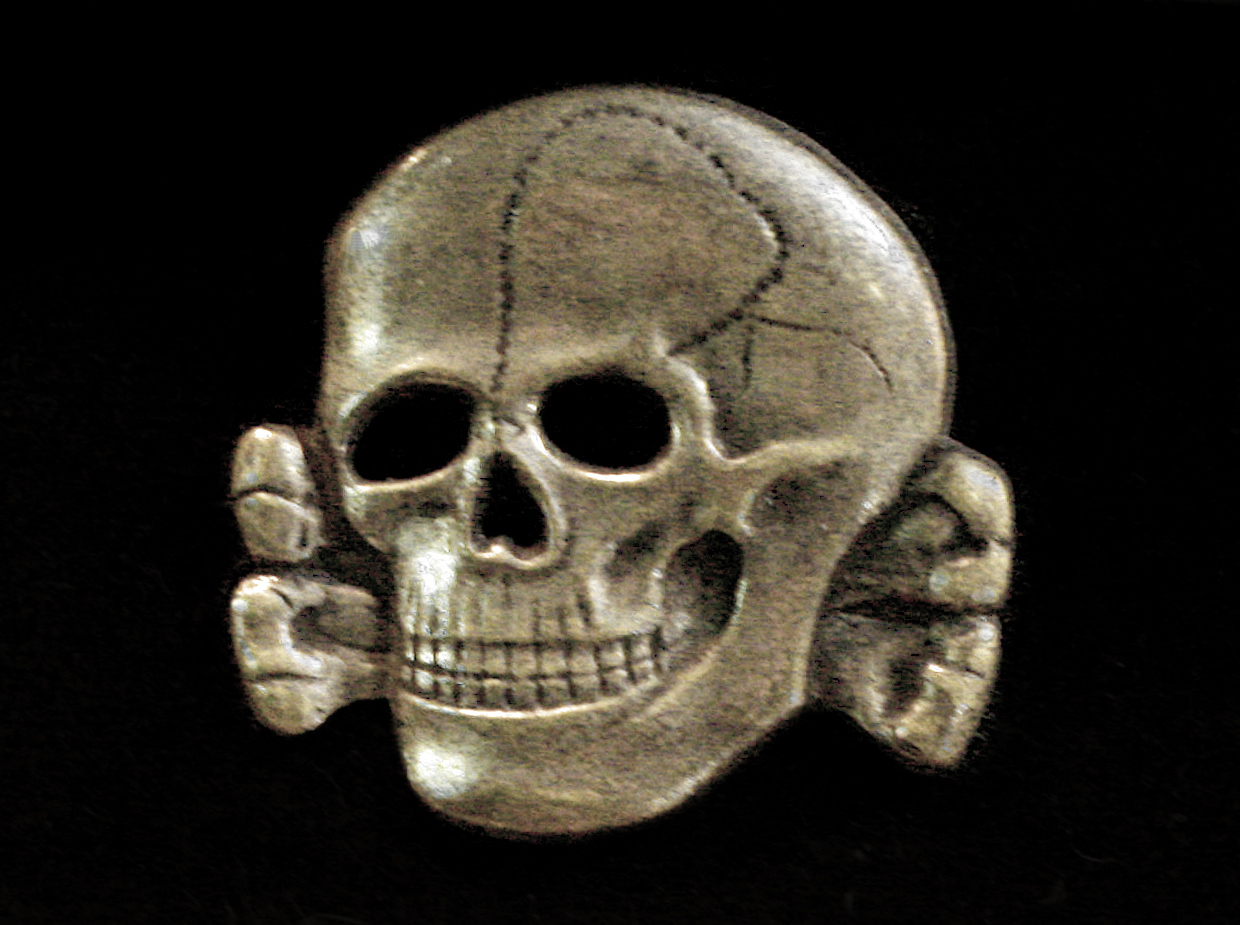
A segunda versão da SS-Totenkopf; usada de 1934 a 1945.

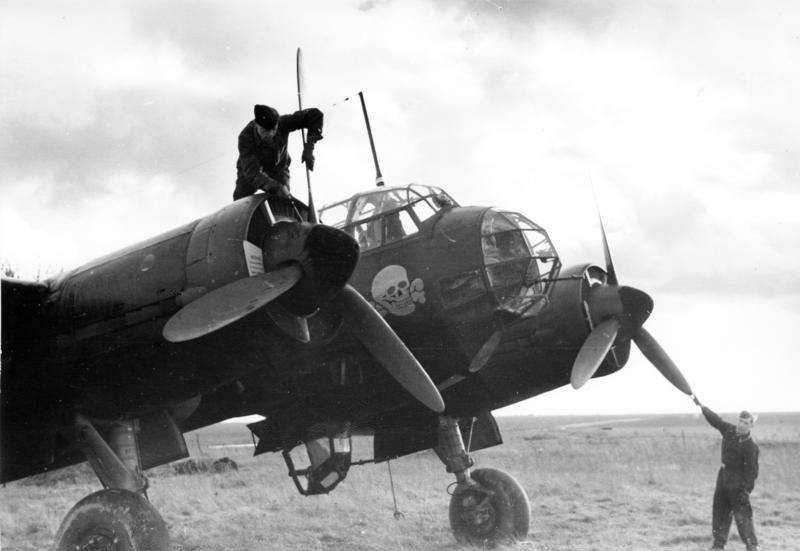
Junkers Ju 88 da Kampfgeschwader 54 (KG 54) na França, novembro de 1940.

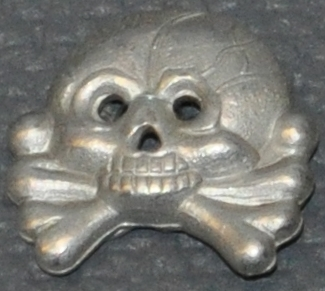
Panzer alemão totenkopf.

Nos primeiros dias do NSDAP, Julius Schreck, o líder da Stabswache (unidade guarda-costas de Adolf Hitler), ressuscitou o uso dos Totenkopf como insígnias da unidade. Esta unidade cresceu para se tornar a Schutzstaffel (SS), que continuou a usar as insígnias Totenkopf durante toda sua história. De acordo com um escrito do Reichsführer-SS Heinrich Himmler, o Totenkopf tinha o seguinte significado:

O crânio é o lembrete de que você deve estar sempre disposto em colocar a si mesmo em jogo pela vida de toda a comunidade.
O Totenkopf também foi usado como insígnias da unidade das forças Panzer do Heer (Exército) alemão, e também pelas unidades Panzer da Luftwaffe, incluindo os de elite Fallschirm-Panzer-Division 1. Hermann Göring.
Tanto a 3ª Divisão SS Totenkopf da Waffen-SS, e o esquadrão de bombardeio Kampfgeschwader 54 da Luftwaffe durante a Segunda Guerra Mundial receberam o nome da unidade "Totenkopf", e usou uma insígnia semelhante gráfica de ossos cruzados como as unidades da SS com o mesmo nome.

## Uso militar não-alemão

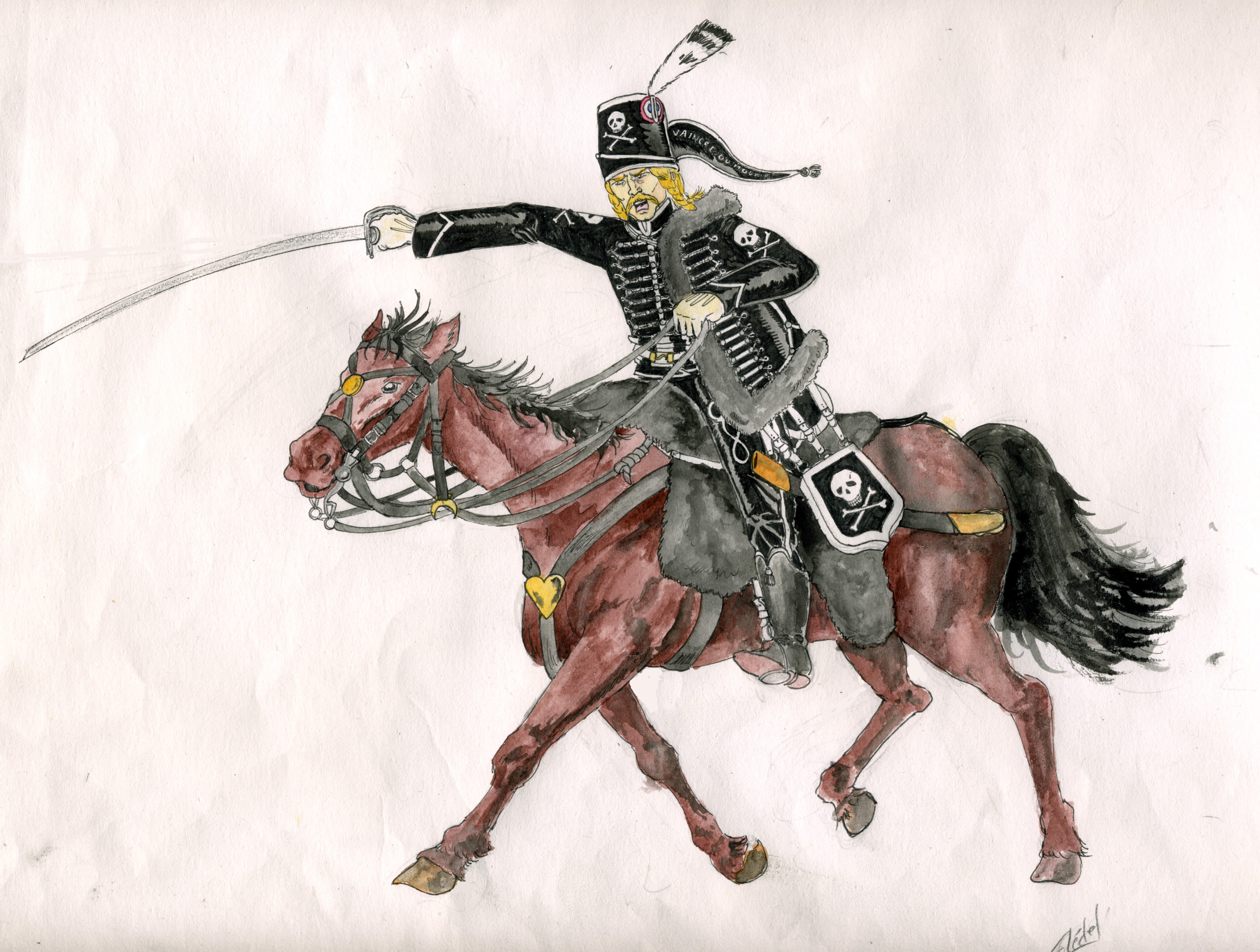
Um Hussard de la mort francês (1792).

Bandeira carlista espanhola (1838).

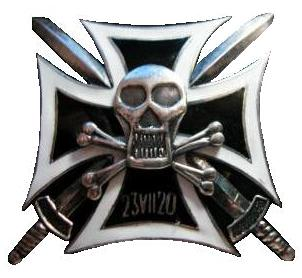
A "cabeça da morte" foi a insígnia das polacas Divisões de Morte Hussares, 1920 (Guerra Polaco-Soviética).

- Um crânio com ossos cruzados tem sido muitas vezes um símbolo de piratas, especialmente sob a forma do Jolly Roger, mas tendo geralmente os ossos cruzados abaixo do crânio, em vez de por trás dele, tal como utilizado pelo pirata Samuel Bellamy em um exemplo.

- As tropas de assalto de elite italianas do Arditi utilizaram um crânio com um punhal entre os dentes como um símbolo durante a Primeira Guerra Mundial. Várias versões de crânios também foram usadas mais tarde pelos fascistas italianos.

- Os Lanceiros Reais do Exército britânico continuam a utilizar e crânio e os ossos cruzados em seu emblema, herdada de seu uso pelo 17º Lanceiros, uma unidade criada em 1759 após a morte do General Wolfe em Quebec. O emblema contém uma imagem de uma cabeça da morte, e as palavras 'Ou Glória', escolhida em comemoração a Wolfe.[7]

- Em 1792, um regimento de Hussards de la mort (Hussardos da Morte) foi formado para defender a jovem República francesa a partir da tentativa austríaca para invadir a França.[8]

- A Terceira Divisão de Infantaria da Coreia do Sul (백골부대) tem um crânio e ossos cruzados em seu emblema.

- O principal 41º Regimento Prussiano de Infantaria Voluntária de Nova Iorque, Agrupado em: 6 de junho de 1861 Desfeito em: 9 de dezembro de 1865 usava uma insígnia de crânio.[9]

- O 2º Regimento de Lanceiros da Polícia do Exército portuguesa usam uma imagem de crânio e ossos cruzados em seu emblema, similar ao utilizado pelos Lanceiros Reais da Rainha.

- Os Regimentos Hussardos do Reino da Suécia usavam como emblema uma cabeça da morte no estilo prussiano na parte da frente do mirleton.

- O regimento de Ramón Cabrera adotou em 1838 um crânio com ossos cruzados ladeados por um ramo de oliveira e uma espada em uma bandeira preta durante as Guerras Carlistas espanholas.

- Kornilov do Regimento do Exército Branco russo adotou a cabeça da morte como emblema em 1917.

- O Batalhão Estoniano de Kuperjanov usou como suas insígnias (desde 1918) o crânio e os ossos cruzados; e o Batalhão de Infantaria de Kuperjanov continua a usar o crânio e os ossos cruzados como suas insígnias hoje.

- Duas pequenas unidades de cavalaria polonesas utilizaram a cabeça da morte como emblema durante a Guerra Polaco-Ucraniana e a Guerra Polaco-Soviética — Dywizjon Jazdy Ochotniczej (também conhecidos como Huzarów Śmierci, Hussardos da Morte) e Poznański Ochotniczy Batalion Śmierci.

- Durante 1943–1945 os Brigate Nere italianos e inúmeras outras forças que lutaram na República Social Italiana, usavam várias versões de crânios em seus uniformes, boinas e bonés.

- Embora não seja um Totenkopf per se, o líder guerrilheiro chileno Manuel Rodríguez usou o símbolo em suas forças de elite chamadas "Husares de la muerte" ("Hussares da mote").

- Os Batalhões de Reconhecimento da Marinha dos Estados Unidos usam o símbolo do crânio e ossos cruzados em seu emblema.

- O Esquadrão No. 100 da RAF (Força Aérea Real) continuam a usar uma bandeira que descreve um crânio e ossos cruzados, supostamente, em referência a uma bandeira rouba de um bordel francês em 1918.

- O Batalhão de Operações Policiais Especiais, uma unidade especial dentro da Polícia Militar do Estado do Rio de Janeiro, Brasil, utiliza o emblema de crânio para diferenciar sua equipe das unidades regulares.

- Muitas das tropas de reconhecimento ou esquadrões da Cavalaria dos Estados Unidos utilizam uma insígnia de crânio, muitas vezes usando o chapéu Stetson tradicional, e apoiado por qualquer sabres de cavalaria cruzados, rifles cruzados, ou alguma outra variação, como um logotipo não oficial da unidade. Estes logotipos são incorporados nas camisetas da tropa, moedas, ou outros artigos destinados a melhorar o moral e o espirit de corps.

- A unidade Especial de Assalto do Exército Brasileiro chamados de "Comandos", tem o seu símbolo um Crânio com uma  Faca atravessada de cima para baixo, onde a Faca é o sigilo e a caveira é a missão.

## Uso comercial
- O logotipo da Craft International, uma empresa de treinamento militar fundada por Chris Kyle.[10] [11]

No filme de ficção científica Sky Captain and the World of Tomorrow (2004), Totenkopf,  mais vulgarmente referido como Dr Totenkopf, é o prenome do principal antagonista póstomo da trama. 